# Campionato italiano a squadre di calcio da tavolo 2017
Voce principale: Campionato italiano di calcio da tavolo.
Il Campionato italiano a squadre di calcio da tavolo del 2017 si è svolto a San Benedetto del Tronto, sia il girone di andata che di ritorno.

## Classifica Finale
|  | Classifica Finale 2017   | PUNTI | GIOC. | V  | N | P  | IV | IP | DI  |
|  | F.lli Bari Reggio Emilia | 57    | 22    | 18 | 3 | 1  | 53 | 16 | 37  |
|  | Napoli Fighters          | 51    | 22    | 17 | 0 | 5  | 45 | 25 | 20  |
|  | Eagles Napoli            | 50    | 22    | 15 | 5 | 2  | 45 | 21 | 24  |
|  | Fiamme Azzurre Roma      | 45    | 22    | 14 | 3 | 5  | 49 | 17 | 32  |
|  | Black & Blue Pisa        | 36    | 22    | 11 | 3 | 8  | 38 | 30 | 8   |
|  | Bologna Tigers           | 25    | 22    | 7  | 4 | 11 | 25 | 37 | -12 |
|  | Perugia                  | 24    | 22    | 7  | 3 | 12 | 29 | 37 | -8  |
|  | Ascoli                   | 21    | 22    | 5  | 6 | 11 | 26 | 39 | -13 |
|  | Stella Artois Milano     | 17    | 22    | 4  | 5 | 13 | 25 | 47 | -22 |
|  | Lazio TFC                | 16    | 22    | 3  | 7 | 12 | 21 | 40 | -19 |
|  | CCT Roma                 | 15    | 22    | 3  | 6 | 13 | 27 | 49 | -22 |
|  | Salernitana              | 14    | 22    | 3  | 5 | 14 | 21 | 46 | -25 |

## Formazione della Squadra Campione D'Italia
- Flores Carlos
- Capellacci Luca
- Bari Saverio
- Cremona Massimo
- Licheri Emanuele
- Zambello Luca
- Lamberti Marco